# Ernst-Abbe-Sportfeld

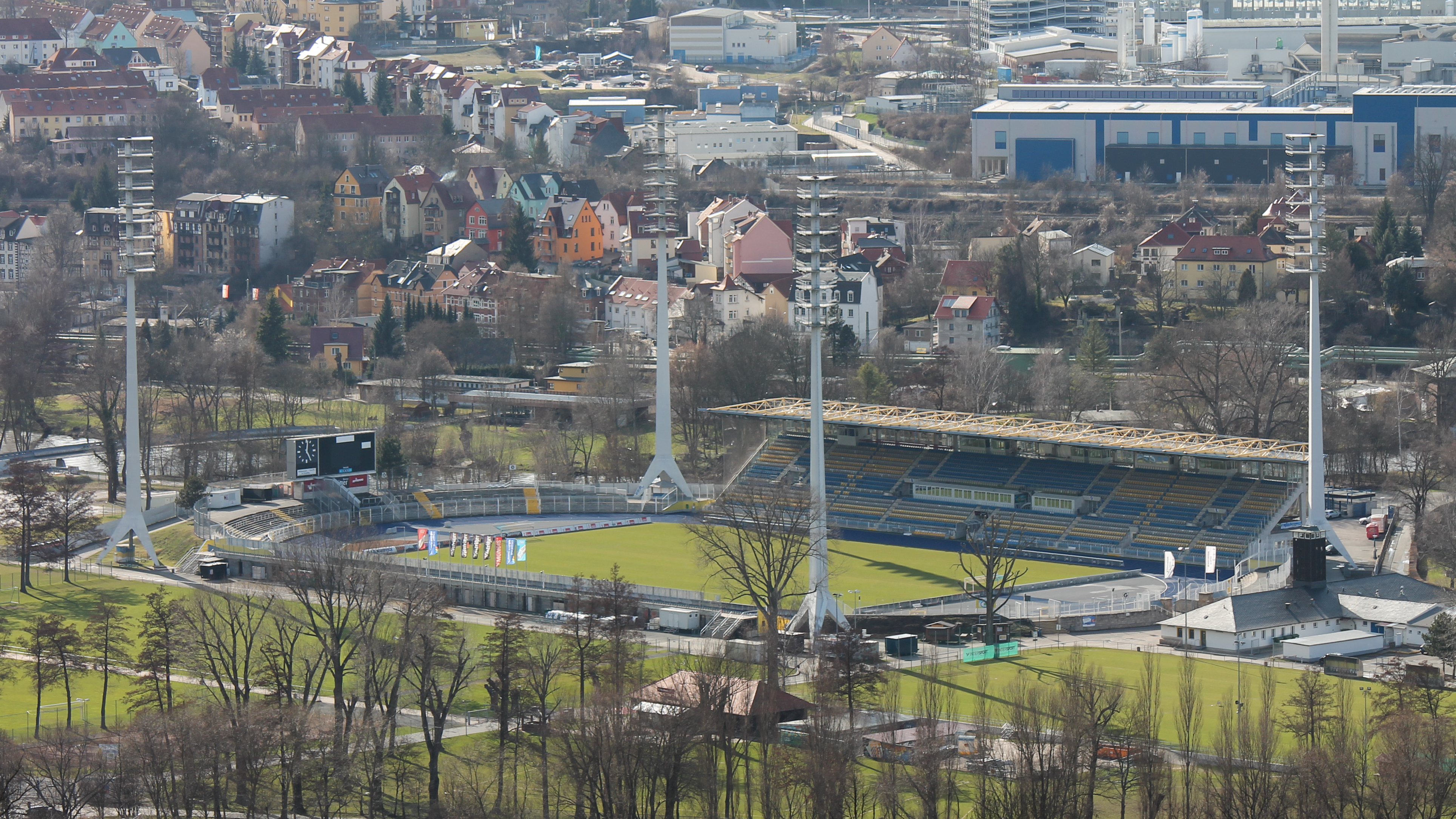
Imagen del estadio en 2013

El Ernst Abbe Sportfield llamado por cuestiones de patrocinio el adHoc Arena, es un estadio de fútbol ubicado en la ciudad de Jena, en el estado de Turingia en Alemania. Fue inaugurado el 24 de agosto de 1924, y recibió su nombre del empresario Ernst Abbe, 15 años después. Su última remodelación fue en 2024, y la instalación se encuentra en el sur de Jena, cercana al río Saale.

## Historia
El Consistorio de Jena compró el estadio de la Ernst-Abbe-Stiftung (Fundación Ernst Abbe) en 1991. Lo convirtió en el Ernst-Abbe-Sportfeld y es el campo para los partidos de local del FC Carl Zeiss Jena. Fue el hogar de famosos sprints, lanzadores de jabalina y salto de talla como Petra Felke y Heike Drechsler, cuando todavía existía el Sport-Club Motor Jena. El marcador electrónico se instaló en 1978, y fue el primero de su clase en República Democrática Alemana. En 1997, se remplazaron las gradas originales de madera de 1924 (que podían albergar a solo 420 personas) con los nuevos y modernos puestos para recibir a más espectadores. Las luces del estadio estaban montadas en cuatro enormes torres de acero huecas y fueron el resultado de las renovaciones de las instalaciones en los años 1974 y 1994. Las torres de acero se levantaron en 2013, y demolidas tras la última remodelación del estadio en 2024, que aumentó también su capacidad a 15000 espectadores con un coste de 58 millones de euros.
El récord mundial de jabalina, establecido el 25 de mayo de 1996 por Jan Železný, tuvo lugar en el Ernst Abbe Sportfield, después de que el checo registrase una marca de 98,48 metros. Asimismo, el Atlético de Madrid disputó la semifinal de la Copa de la UEFA de 1962 en dicho estadio ante el conjunto local.
En 2025, el sitio web StadiumDB.com eligió al adHoc Arena como el mejor estadio del mundo en 2024.